# فریدون نریمان
فریدون نریمان بازیگر سینما اهل ایران بود.

## فیلمشناخت
1. بابا نان داد (۱۳۵۱)
2. جدال در کویر (۱۳۵۱)
3. دشنه (۱۳۵۱)
4. ستارخان (۱۳۵۱)
5. سر گروهبان (۱۳۵۱)
6. صادق کرده (۱۳۵۱)
7. طغرل (۱۳۵۱)
8. کافر (۱۳۵۱)
9. کاکل زری (۱۳۵۱)
10. میخک سفید (۱۳۵۱)
11. آسمون بی ستاره (۱۳۵۰)
12. خوشگل محله (۱۳۵۰)
13. ساقی (۱۳۴۹)
14. شب اعلام (۱۳۴۹)
15. قهرمانان نمی‌میرند (۱۳۴۹)
16. گرفتار (۱۳۴۸)
17. غروب بت پرستان (۱۳۴۷)
18. یوسف و زلیخا (۱۳۴۷)
19. بیست سال انتظار (۱۳۴۵)
20. دو انسان (۱۳۴۵)
21. سه تا بزن بهادر (۱۳۴۴)
22. فریاد دهکده (۱۳۴۴)
23. آقای قرن بیستم (۱۳۴۳)
24. جدال در مهتاب (۱۳۴۲)
25. سوداگران مرگ (۱۳۴۱)
26. دندان افعی (۱۳۴۰)
27. چشمه آب حیات (۱۳۳۸)
28. طلسم شکسته (۱۳۳۷)